# Церковь Александра Невского (Суздаль)
Це́рковь свято́го Алекса́ндра Не́вского — одна из трёх церквей, расположенных в юго-восточном районе Суздаля, называемом Михали или Михайлова сторона. Возведена в начале XX века и является единственной сохранившейся церковью Суздаля в русском стиле.

## История
Церковь была построена на правом берегу реки Каменки. Рядом, в месте впадения реки Мжары в Каменку, в древности располагалась Михайлова слобода, принадлежащая брату Всеволода Михалке. Напротив, в излучине Каменки, и по сей день находится обширный Михайловский луг, с трёх сторон окружённый руслом реки. На протяжении столетий луг использовался для выгона скота: деревянная ограда с единственной неприкрытой рекой северной стороны не позволяла скоту разбредаться.
В XV веке на месте бывшей Михайловой слободы стояло село Михайлова сторона. Земля Михайловского луга была собственностью суздальского архиепископа, а затем перешла к городскому посаду.
Между Мжарой и Каменкой в древности находились славянские языческие курганы, известный археологический памятник Мжарский могильник (359 курганов). Он был обнаружен в 1851 году графом С. Уваровым и изучен в XX веке.
Церковь Александра Невского практически единственный в Суздале храм, выполненный в русском стиле. В начале XX века в городе было ещё одно культовое здание, выполненное в этом стиле — Сретенская трапезная церковь в Ризоположенском монастыре (1882 г.). Её судьба сложилась неудачно: храм не пережил годы Советской власти.
В годы Советской власти церковь была заброшена. В начале XXI века восстановлена и обнесена оградой вместе с близлежащим ансамблем из колокольни и двух церквей Михаила Архангела и Флора и Лавра.

## Архитектура
Крестообразное в плане, здание церкви выполнено из кирпича. Обилие декора — нарядные кокошники, наличники, кирпичный узор, карнизы и колонны — указывает на стремление строителей приблизить храм к русскому узорочью. Венчает храм небольшой широкий шатёр с маленькой луковичной главкой на расписном барабане.